# Kelly Sildaru
Kelly Sildaru (ur. 17 lutego 2002 w Tallinnie) – estońska narciarka dowolna, specjalizująca się w slopestyle’u i half-pipie.

## Kariera
Pierwsze sukcesy w karierze osiągnęła w 2017 roku, kiedy zdobyła dwa złote medale na mistrzostwach świata juniorów w Valmalenco/Crans Montana. W Pucharze Świata zadebiutowała 27 sierpnia 2017 roku w Cardronie, gdzie wygrała rywalizację w slopestyle’u. Wyprzedziła tam Giulię Tanno ze Szwajcarii i Szwedkę Jennie-Lee Burmansson. Na przełomie sierpnia i września 2018 roku, podczas mistrzostw świata juniorów w Cardronie, obroniła złote medale z poprzedniego roku w slopestyle’u i halfpipie, natomiast w big airze zdobyła srebrny medal. W lutym 2019 roku, na mistrzostwach świata w Park City wywalczyła złoty medal w halfpipie. W kwietniu 2019 roku zdobyła kolejne dwa złote medale, tym razem w slopestyle’u oraz big air, podczas mistrzostw świata juniorów w Kläppen. W styczniu 2020 roku zdobyła złoty medal w slopestyle’u podczas zimowych igrzysk młodzieży w Lozannie. Wzięła także udział w igrzyskach olimpijskich w Pekinie w 2022 roku, zdobywając brązowy medal w slopestyle’u. Była także czwarta w halfpipie i siedemnasta w big air. W sezonie 2021/2022 zajęła drugie miejsce w klasyfikacji generalnej OPP oraz wygrała klasyfikację slopestyle’u.
Jest wielokrotną medalistką zawodów X-Games rozgrywanych w amerykańskim Aspen. Zdobyła 4 złote medale w slopystyle'u podczas Winter X Games 20, Winter X Games 21, Winter X Games 23 oraz Winter X Games 24; srebrny medal podczas Winter X Games 21 oraz brązowy podczas Winter X Games 23 w konkurencji big air; srebrny oraz złoty podczas Winter X Games 23 i Winter X Games 24 w Superpipe.

## Osiągnięcia

### Igrzyska olimpijskie
| Miejsce | Dzień     | Rok  | Miejscowość | Konkurencja | Zwyciężczyni     |
| ------- | --------- | ---- | ----------- | ----------- | ---------------- |
| 17.     | 8 lutego  | 2022 | Pekin       | Big air     | Eileen Gu        |
| 3.      | 15 lutego | 2022 | Pekin       | Slopestyle  | Mathilde Gremaud |
| 4.      | 18 lutego | 2022 | Pekin       | Halfpipe    | Eileen Gu        |

### Mistrzostwa świata
| Miejsce | Dzień    | Rok  | Miejscowość | Konkurencja | Zwyciężczyni |
| ------- | -------- | ---- | ----------- | ----------- | ------------ |
| DNS     | 2 lutego | 2019 | Park City   | Big air     | Tess Ledeux  |
| 1.      | 9 lutego | 2019 | Park City   | Halfpipe    | -            |

### Puchar Świata

#### Miejsca w klasyfikacji generalnej
- sezon 2017/2018: 94.
- sezon 2018/2019: 29.
- sezon 2019/2020: –

Od sezonu 2020/2021 klasyfikacja generalna została zastąpiona przez klasyfikację Park & Pipe (OPP), łączącą slopestyle, halfpipe oraz big air.
- sezon 2020/2021: 12.
- sezon 2021/2022: 2.
- sezon 2022/2023: 19.
- sezon 2023/2024: –
- sezon 2024/2025: 53.

#### Miejsca na podium zawodach
1. Cardrona – 27 sierpnia 2017 (slopestyle) – 1. miejsce
2. Cardrona – 1 września 2017 (halfpipe) – 2. miejsce
3. Stubai – 23 listopada 2018 (slopestyle) – 1. miejsce
4. Copper Mountain – 7 grudnia 2018 (halfpipe) – 1. miejsce
5. Mammoth Mountain – 9 marca 2019 (halfpipe) – 2. miejsce
6. Kreischberg – 8 stycznia 2021 (big air) – 3. miejsce
7. Stubai – 20 listopada 2021 (slopestyle) – 1. miejsce
8. Copper Mountain – 10 grudnia 2021 (halfpipe) – 3. miejsce
9. Mammoth Mountain – 8 stycznia 2022 (halfpipe) – 2. miejsce
10. Mammoth Mountain – 9 stycznia 2022 (slopestyle) – 1. miejsce
11. Silvaplana – 26 marca 2022 (slopestyle) – 1. miejsce
12. Stubai – 19 listopada 2022 (slopestyle) – 2. miejsce
13. Copper Mountain – 17 grudnia 2022 (halfpipe) – 3. miejsce